# エペイ・ウドゥ
エペデム・フライデー・ウドゥ（Ekpedeme Friday "Ekpe" Udoh（[ɛˈpeɪ ˈjuːdoʊ]）1987年5月21日 - )は、アメリカ合衆国・オクラホマ州エドモンド出身の元プロバスケットボール選手。ポジションはパワーフォワード/センター。現在はNBAのアトランタ・ホークスのアシスタントコーチを務めている。

## 来歴
オクラホマ州の高校卒業後、2006年にミシガン大学に進学したウドーだったが、2008年にベイラー大学に転校。NCAAの規定により2009-2010シーズンから出場が認められ、BIG-12のルーキーチームやオールディフェンスチームなどに選出されるなど飛躍のシーズンをおくったウドーは、2010年のNBAドラフトへのエントリーを表明。全体6位という高評価を受けゴールデンステート・ウォリアーズから指名されたが、その後右手首を負傷していたことが判明。結局手術を余儀無くされ、NBAデビューは2010年12月10日のマイアミ・ヒート戦までずれ込んだ。
その後も攻撃力の乏しさが仇となり、伸び悩んだウドーは、2012年3月13日に、アンドリュー・ボーガットらとのトレードで、モンタ・エリス、クワミ・ブラウンと共にミルウォーキー・バックスに放出された。因みにボーガットはその後2015年にウォリアーズでNBAチャンピオンを経験。一方バックスが獲得したエリスは2013年で退団。ブラウンは負傷の影響で不出場に終わり、ウドーもさしたる活躍が出来なかったこともあり、ミルウォーキーのメディアやファンから「バックス史上最悪のトレード」と酷評されてしまった。結局ウドーは2013-2014シーズン終了後にクオリファイング・オファーの提示を受けることも出来ず、完全FAになった。
2014年9月4日、ロサンゼルス・クリッパーズと契約。クリッパーズでは33試合の出場にとどまり、平均出場時間も約4分に終わった。
2015年7月28日、NBAのチームと契約することが出来なかったウドーは、TBLのフェネルバフチェ・ユルケルと契約。リーグカップ優勝を経験し、ユーロリーグでも活躍した。更に2016-17シーズンはユーロリーグで優勝に導き、MVPも受賞した。
2017年7月12日、ユタ・ジャズと2年650万ドルの契約を結び、念願のNBA復帰を果たした。
2022年12月24日、Bリーグの島根スサノオマジックと契約した。
2023年2月28日、Bリーグの京都ハンナリーズと契約し、このシーズンをもって現役を引退することを同年6月15日に発表した。また、同日にNBAアトランタ・ホークスのアシスタントコーチに就任したことが発表された。

## その他
- 両親はナイジェリアの出身である[12][13]。